# Robert Zajdler
Robert Patryk Zajdler (ur. 1976) – polski prawnik, doktor habilitowany nauk prawnych, specjalizujący się w prawie europejskim. Profesor Wydziału Administracji i Nauk Społecznych Politechniki Warszawskiej, radca prawny.

## Życiorys
W 2000 ukończył studia prawnicze na Wydziale Prawa i Administracji Uniwersytetu Łódzkiego. Doktoryzował się w 2005 na tym samym wydziale, pisząc pracę zatytułowaną Rynek energii elektrycznej ze źródeł odnawialnych we Wspólnocie Europejskiej (problematyka prawna) przygotowaną pod kierunkiem Marii Królikowskiej-Olczak, a w 2020 uzyskał habilitację na Akademii Leona Koźmińskiego w oparciu o monografię pt. Kodeksy sieci rynku energii elektrycznej i gazu ziemnego w porządku prawnym postlizbońskiej Unii Europejskiej. Podjął pracę na Wydziale Administracji i Nauk Społecznych Politechniki Warszawskiej od 2013 jako adiunkt, a następnie na stanowisku profesora uczelni. W swojej działalności skupił się na prawie energetycznym, bezpieczeństwie energetycznym, ochronie środowiska i ochronie klimatu oraz prawie konkurencji.